# Pont des Bonshommes
Le pont des Bonshommes est un pont situé à Bessines-sur-Gartempe, en France.

## Description
Le pont en dos d'âne, long d'une dizaine de mètres, possède trois arches.

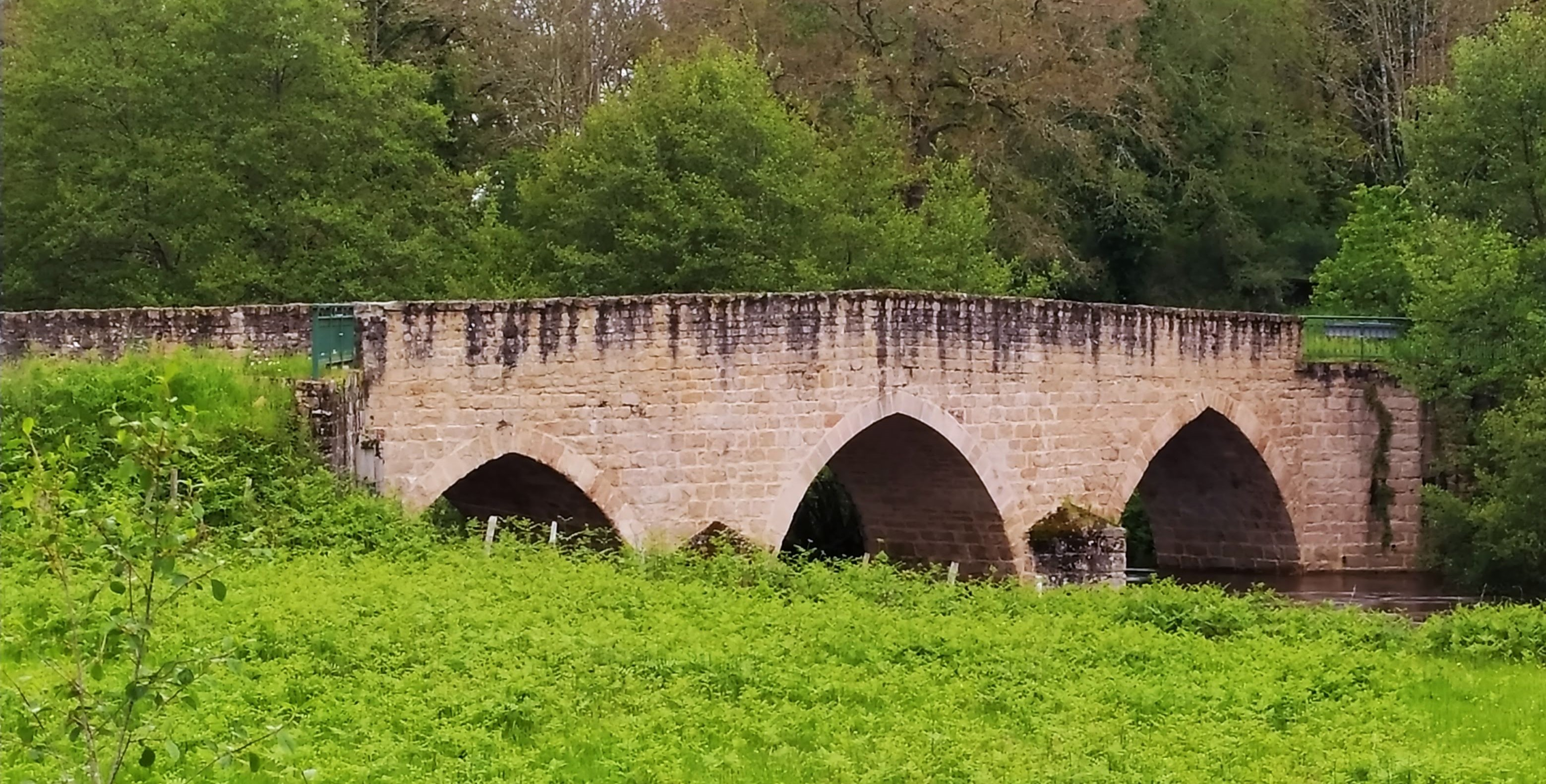
Pont des Bonshommes - Bessines-sur-Gartempe

## Nom
Ce pont tiendrait son nom des religieux grandmontains dont l'abbaye chef de l'ordre rayonnait à une vingtaine de kilomètres du site.

## Localisation
Dès l'Antiquité, le pont se situait sur l'un des itinéraires majeurs qui allait de Limoges à Argenton-sur-Creuse. Le pont est situé dans le département français de la Haute-Vienne, sur la commune de Bessines-sur-Gartempe, au nord-est de la ville, au lieu dit "Lavalette". Il franchit la Gartempe et est emprunté par la route départementale 203.

## Historique
Le pont date du XIIIe siècle. Il est partiellement détruit lors de la Seconde Guerre mondiale. L'arche centrale a été reconstruite après plastiquage en 1944.
Le pont est inscrit au titre des monuments historiques le 21 juin 1990.